# 줄루: 범죄도시
《줄루: 범죄도시》(영어: Zulu)는 2013년 공개된 영화이다.

## 출연
- 올랜도 블룸 : 브라이언 에프킨 역
- 포레스트 휘태커 : 알리 속헤라 역
- 콘래드 켐프 : 댄 플레처 역
- 인지 백크만 : 루비 역
- 티나리 반 요크 루츠 : 클레어 플레처 역
- 리가트 반 덴 베르그 : 드 비어 역
- 패트릭 라이스터 : 주스트 오퍼만 역
- 조엘 카옘베 : 지나 역
- 타냐 반 그란 : 타라 역
- 대니 케오이 : 크러거 역
- 나타샤 로링 : 마저리 역
- 록산 프렌티스 : 주디스 보타 역
- 스벤 루이그록 : 데이비드 엡킨 역
- 켈시 이건 : 니콜 와이즈 역
- 에드리언 갤리 : 닐스 보타 역
- 딘 슬레이터 : 릭 역